# داویده نیکولا
داویده نیکولا (ایتالیایی: Davide Nicola؛ زادهٔ ۵ مارس ۱۹۷۳) بازیکن فوتبال پیشین و سرمربی فوتبال اهل ایتالیا است.
از باشگاه‌هایی که در آن بازی کرده‌است می‌توان به جنوآ، آنکونا، پسکارا، ترنانا، سیه‌نا، سیه‌نا، و تورینو، اسپتزیا و لومتزانه اشاره کرد.